# Львівський завод кінескопів
Львівський завод кінескопів — колишнє львівське підприємство електронної та радіотехнічної галузей промисловості, що спеціалізувалося на виробництві електронно-променевих трубок (кінескопів) для телевізорів. У 1976—1999 роках — головне підприємство Львівського науково-виробничого об'єднання «Кінескоп».

## Історія
Історія підприємства бере свій початок з 1930-х років. Тут, за адресою: вул. Львівських Дітей, 56 (нинішня вул. Героїв УПА), розташовувався завод низьковольтних ламп польської акціонерної спілки «Поллюск», заснований у 1932 році. В штаті підприємства налічувалося 80 працівників, які збирали електролампи малої потужності із завезених деталей та напівфабрикатів.
З приходом совітів у 1939 році завод низьковольтних ламп польської акціонерної спілки «Поллюск» був націоналізований. У 1940 році на його базі розпочалося створення електролампового заводу, який мав би підпорядковувався Облмісцепрому, але початок німецько-радянської війни у червні 1941 року перекреслив усі плани подальшого розвитку підприємства, а місто опинилося на окупованій німцями території.
13 грудня 1944 року, ЦК ВКП(б) та РНК СРСР прийняли постанову про індустріалізацію Львова, у відповідності з яким місто планувалося перетворити на великий промисловий центр. На підставі цього у квітні 1945 року ЦК КП(б)У та РНК УРСР приймають постанову «Про відновлення та розвиток промисловості, транспорту та міського господарства міста Львова», в якій, серед таких гігантів як Львівський автобусний завод, Львівський завод телеграфної апаратури та інших, передбачалося створення у місті електролампового заводу.
1954 року, за сприяння Московського електролампового заводу, було створено Львівський електровакуумний завод і того ж року тут паралельно з виробництвом електроламп вперше в СРСР було львів'янами освоєно масове виробництво металоскляних електронно-променевих трубок для телевізійних приймачів. 1957 року площі заводу значно розширено та збудовано низку нових цехів. Того ж року на підприємстві створений перший у світі кінескоп із кутом відхилення електронного променя 100° (тип 43ЛК6Б), що дало змогу майже наполовину заощадити цінний метал та вдвічі зменшити габарити телевізора. Ці кінескопи використовувалися для нових моделей телевізорів — «Рубін» (випускав Московський телевізійний завод з 1956 року), «Знамя» (випускав Ленінградський завод імені М. Г. Козицького з 1956 року) та «Верховина-А» (випускав Львівський телевізійний завод з 1962 року). У 1958 році підприємством було випущено дослідний зразок кінескопа з кутом відхилення променя 110°. Того ж року цей виріб отримав Гран-прі на Всесвітній виставці у Брюсселі.
У 1960–1964 роках проведено інтенсивну розбудову підприємства, зокрема введено в експлуатацію три цехи електронно-променевих трубок, комплексно-механізований скляний цех та збудовано новий корпус енергоцеху. На той час основною продукцією Львівського електровакуумного заводу були освітлювальні лампи. Процес виробництва великогабаритних електроламп високої потужності був повністю механізований, до речі, вперше в СРСР.
1963 року було освоєно та налагоджено серійне виробництво великогабаритних кінескопів. У 1964 році підприємство повністю перейшло на виробництво кінескопів. Того ж року освоєно випуск нових модифікацій кінескопів 43ЛК9Б, 47ЛК2Б та 59ЛК2Б. У середині 1960-х років продукцію заводу експортували до близько півсотні країн світу; на підприємстві працювали 7462 особи. 1966 року «за заслуги у створенні нової техніки та успішне виконання виробничого плану» завод нагороджено орденом Трудового Червоного Прапора, а підприємство перейменовано на Львівський завод кінескопів. Відтоді на стіні с лівого боку від центрального входу заводу вміщена ця нагорода, а на фасаді над центральним входом з'явився логотип заводу с абревіатурою «ЛЗК». За рік на підприємстві відбулося чергова значна подія — випуск ювілейного, десятимільйонного чорно-білого кінескопу.
До 1967 року вперше в СРСР на Львівському заводі кінескопів створюють дослідні зразки великогабаритних кольорових кінескопів 40ЛК4Ц і після доробок та усунення недоліків у 1968 році запускають їхнє серійне виробництво. Для забезпечення масового виробництва на заводі було проведено масштабну реконструкцію з автоматизацією виробничих процесів, а 1972 року колектив заводу стає учасником Всесоюзного експерименту щодо впровадження комплексної системи управління якістю продукції.
У 1969–1970 роках розробляється та налагоджується серійне виробництво першого кольорового кінескопа 59ЛК3Ц та кінескопа з прямокутним екраном 61ЛК1Б. У цей же час окремий «закритий» цех на території заводу працює виключно на ВПК країни, випускаючи електронно-променеві трубки для військової техніки та приладів.
З 1974 року на підприємстві випускалася телевізійна приставка «Квант». Цей виріб призначався він для отримання зображення і звуку при прийомі телевізійних програм на основний уніфікований телевізор другого класу. В ній застосовувався кінескоп 16ЛК1Б з розміром зображення 103×125 мм, були присутніми регулятори гучності, яскравості та контрастності, а споживала вона всього 5 Вт. Щоправда, перемикати канали треба було ходити до великого телевізора.
Крім кінескопів та електроламп підприємство також виготовляло сувенірні лампи, ялинкові прикраси та гірлянди «Сюрприз», лампи «Мерехтливе полум'я», інгалятори, приставки «Квант», малогабаритні телевізори «Електроніка ЛЦ-430», термостати, термоси тощо; будувало житло для своїх робітників, будинки та бази відпочинку. У 1970-х роках чисельність працівників підприємства зросла до 12992 осіб.
У 1976 році завод став головним підприємством Львівського виробничого об'єднання «Кінескоп». До складу науково-виробничого комплексу увійшли Львівський завод кінескопів, Львівське СКБ, заводи «Універсал» (м. Червоноград), «Явір» (м. Яворів), «Темара» (м. Стрий) та «Колер» (м. Рогатин), а в 1980-х роках також увійшов завод електровакуумного скла у місті Вільногірськ Дніпропетровської області).
1981 року підприємство було нагороджено орденом Леніна. З середини 1980-х років на заводі основною продукцією все ще були кінескопи, серійно вироблялися моделі 16ЛК8Б, 61ЛК5Ц, 51ЛК2Ц, 51ЛК5Ц-1, 63ЛКЦ, 54ЛКЦ, 27ЛКЦ. Хоча випускалися й осцилографічні трубки, популярна модель телевізорів «Електроніка ЛЦ-430» (яка широко випускалася конденсаторним заводом «Мезон» та НВО «Позитрон» у Ленінграді ще з 1977 року під маркою «Електроніка Ц-430») та інші.
Підприємство досягло успіху у виробництві чорно-білих кінескопів, однак налагодити випуск якісних кольорових кінескопів, навіть на імпортному обладнанні, не вдалося. Після розпаду СРСР та краху планової економіки продукція «Кінескопу» втратила попит, а само підприємство залишився без ринку збуту. Протягом наступних років завод намагався втриматися на плаву, продаючи верстати й технологічні лінії, але на межі 1995—1996 років завод усе ж таки припинив роботу, а у березні 1997 року за позовом державної податкової інспекції у місті Львові було розпочато справу про банкрутство заводу «Кінескоп». 10 листопада 1999 року суд виніс ухвалу про визнання ВАТ «Кінескоп» банкрутом. 6 квітня 2000 року на аукціоні розпочався розпродаж майна заводу.

### Басейн
На мапах XVIII—XIX століть можна побачити два ставки на території, на якій у другій половині XX століття збудують завод. На північний схід від ставків проходить вул. Польна (нинішня вул. Героїв УПА). Ті ж самі два ставки можна побачити й на мапі 1917 року, а на німецькій мапі 1943 року показано лише один ставок. У 1950-х роках він став басейном, коли опинився на території заводу. Тоді ж «на виконання рішення компартії про забезпечення умов для культурного відпочинку трудящих» басейн був прикрашений шістьма вазами-фонтанами та скульптурою «Плавчиня» (скульптор Ромуальд Іодко). Тоді ж від вул. Тургенєва (нинішня вул. Героїв УПА) збудовано бетонний паркан із заїздом на територію заводу. На паркані (зліва від заїзду) у 1966 році з'явився напис «Завод кінескопів» та вміщено архітектурне зображення ордена Трудового Червоного Прапора (демонтоване у 1990-х роках). На вільній частині цього ж паркану у 1967 році відтворено монументально-декоративне панно (мозаїка) зі стилізованим зображенням жінки, що тримає у руці електролампочку — алегорії технічного прогресу (авторство Володимир Патик).
Після оголошення у 1999 році підприємства банкрутом, басейн почав досить швидко заростати травою і кущами, а з часом перетворився на багнюку. З часом територія ліквідованого заводу почала активно забудовуватися офісними та житловими будинками. Територія колишнього басейну також опинилася під забудовою. На початку серпня 2019 року мозаїку Володимира Патика разом з парканом, на якому її відтворено, були частково зруйновані забудовником. Незруйновані елементи мозаїки передали до музею Територія Терору. У 2019—2021 роках на цьому місці споруджений сучасний п'ятиповерховий офісний центр «Таурус» (корпус Т1), з цоколем та однорівневим підземним паркінгом. Поряд із ним облаштований багаторівневий (чотириповерховий) паркінг на 150 місць, позаду нього споруджений шістнадцятиповерховий бізнес-центр «Таурус» (корпус Т2), що має адресу: вул. Антоновича, 112а.
Щодо скульптури «Плавчиня», що розташовувалася по центру колишнього басейну. Скульптуру було врятовано з будівельного майданчику. Реставратор Роман Піх відреставрував їй ноги, а руки відновленню не підлягали. Скульптура отримала ім'я Єва та була встановлена в приміщенні пивного ресторану «Re:bro», що на вул. Героїв УПА, 73.

### Фонтан
На прилеглій території колишнього заводу, що у сквері при роздоріжжі між вулицями Кульпарківською та Героїв УПА, розташовувався досить великий фонтан, який насправді був резервуаром для природного охолодження технічної води підприємства. Після ліквідації заводу фонтан не працює. 2018 року на цій території компанія «Концерн Галнафтогаз» планувала збудувати першу у Львові АЗС ОККО з самообслуговуванням. Для цього компанія викупила технічний фонтан колишнього заводу «Кінескоп». Улітку того ж року місцева громада висловилася категорично проти цієї ідеї та подали проєкт облаштування громадського простору на цій території на Громадський бюджет Львова. Зрештою цей проєкт став одним із переможців конкурсу.

### Стадіон
Спортивна арена Львівського електровакуумного заводу (пізніше — Львівський завод кінескопів), збудована у 1950-х роках на території колишніх порохових складів австрійського війська (нинішня — вулиця Порохова). Наприкінці 1990-х — початку 2000-х років на території стадіону функціонувала дитяча футбольно-спортивна школа. У першій половині 2000-х років на стадіоні проходили матчі чемпіонату України з футболу у вищій лізі команд U-16. У 2010-х роках на місці стадіону споруджено сучасний житловий комплекс «Авалон Гарден» з вбудованими об'єктами торгівлі та офісними приміщеннями.

## Сьогодення
Від 2000-х років корпуси, колись великого підприємства, що займають територію між нинішніми вулицями Антоновича, Героїв УПА, Залізняка та Кульпарківською, змінили своє призначення та використовуються як торговельно-офісні центри. Тут міститься низка приміщень, які орендують суб'єкти підприємницької діяльності, зокрема, в одному з корпусів колишнього заводу нині містяться приймальний пункт мережі хімчисток «Чисто», магазини-салони «Viessmann», «СІМС»; відділення АТ КБ «ПриватБанк», офіс страхової компанії PZU тощо.
На території адміністративного корпусу (корпус № 42) колишнього заводу «Кінескоп», що на вулиці Кульпарківській, 59, у 2018 році проведено реконструкцію приміщення вентиляційної камери для пристосуванням її під хостел.
У 2002 році п'ять горішніх поверхів колишнього шестиповерхового складського корпусу підприємства, розташованого при нинішній вул. Антоновича, було частково розібрано (залишено лише опорні металеві конструкції), а перший поверх будівлі переобладнано на Свято-Троїцьку церкву (УПЦ МП).
На місці другого скляного цеху колишнього заводу та двоповерхового будинку від вулиці Антоновича, демонтованих у 2017 році, споруджений чотирнадцятиповерховий бізнес-центр «Вертикаль», що має адресу: вул. Антоновича, 120. Відкритий 1 травня 2024 року.